# Fotocamera superconduttrice
Una fotocamera superconduttrice è una fotocamera operante ad una temperatura estremamente bassa (al disotto di 1 K), in modo tale che i suoi sensori possano operare in condizioni di superconduttività.
La prima fotocamera di tale tipo per uso astronomico, la SCAM (acronimo per "Superconducting camera") è stata sviluppata dall'Agenzia spaziale europea (ESA). È dotata di speciali sensori che vengono raffreddati alla temperatura di 0,3 °K (poco al disopra dello zero assoluto), in grado di registrare pressoché ogni fotone proveniente dallo spazio.
Associata ad un telescopio di adeguate prestazioni, la SCAM può individuare la presenza di oggetti cosmici molto lontani e con debolissima luminosità (quali galassie molto lontane o galassie nane), che non potrebbero essere rivelati da fotocamere tradizionali.
I sensori di una fotocamera superconduttrice, diversamente da quelli del tipo CCD (charge-coupled device), possono misurare sia la luminosità del fascio di fotoni in arrivo che il loro colore (cioè la loro lunghezza d'onda). Ciò è possibile per le lunghezze d'onda dello spettro visibile, mentre per fotoni molto energetici, quali i raggi X, una fotocamera superconduttrice opererà in modo simile ad una tradizionale.